# 教授 (チャップリンの映画)
『教授』（きょうじゅ、The Professor）はファースト・ナショナルによる製作で、主演・監督チャールズ・チャップリンにより1919年ごろから1922年ごろまで断続的に製作が続けられたサイレント映画。最終的には未発表に終わり、現存部分は半世紀を超えてから初めて日の目を見ることとなった。
チャップリンはこの作品で、いわゆる「チャーリー」ではなく、ロングコートにくしゃくしゃのシルクハット、広い口髭、しかめっ面でパイプをくわえる「ボスコ氏」という新しいキャラクターで登場し、ノミのサーカスを披露する。この作品自体は長らく日の目を見なかったが、ノミのサーカスはチャップリンののちの作品で生き返った。

## あらすじ
「教授」とあだ名されたボスコ氏（チャップリン）が安宿に体を休めに来た。寝る前、ボスコ氏はノミの入った箱を開けて、ノミが欠けていないことを確認する。安心したボスコ氏は寝入るが、寝ている間に箱を蹴倒してしまう。箱から飛び出たノミは安宿全体を混乱に陥れ、ボスコ氏は悪戦苦闘の末にノミを箱に呼び寄せるが、安宿に入り込んだ野良犬が箱を倒し、新たな騒動を巻き起こした。ボスコ氏はノミを連れ戻したあと、箱を抱えて安宿から出て行った。

## 背景
『教授』の現存フィルムは、1919年9月30日から10月4日までに撮影されたものである。時期的には『一日の行楽』の製作が終わろうとする時期にあたるが、『教授』に取りかかる前に何かしらの作品を撮った形跡がある。英国映画協会のチャップリン・アーカイヴに『222』とナンバーが付けられたフィルムがそれで、「安宿のボーイのチャーリーが、ほうきで宿泊客を「掃除」したりする」という内容である。チャップリン研究家の大野裕之によれば、この『222』で使われた安宿のセットで『教授』が製作されている。作中のノミのサーカスもそうであるが、『教授』には何かとミュージックホール由来のものが散りばめられている。チャップリン扮する「ボスコ氏」という名前もそうで、チャップリンが生まれた1889年4月16日に、父チャールズ・チャップリン・シニアが舞台で共演していた芸人の名前である。チャップリンは1922年11月に公開の予定で製作を断続的に進めていき、異父兄シドニー・チャップリンに宛てた電報の中で『教授』が「二巻もの」であると明記している。二巻のフィルム長は2,000フィート (610 m)に換算され、直近の作品では『のらくら』（1921年）や『給料日』（1922年）が2,000フィートに近いフィルム長である。
『教授』の公開予定時期が迫っていたころ、『偽牧師』（1923年）の配給問題及び利益の分配問題でチャップリンとファースト・ナショナルとの間でトラブルが起こっていた。これには1919年設立のユナイテッド・アーティスツの存在も絡んでいた。チャップリンはファースト・ナショナルと「8本の作品の製作」という条件で契約していたが、その8本目の作品の扱いを巡って意見が対立していた。チャップリンは『偽牧師』を長編かつ8本目の作品としてファースト・ナショナルに提供し、それをもって契約を終え、ユナイテッド・アーティスツの仕事に専念したいという願望があった。一方、ファースト・ナショナル側は『偽牧師』と関わりたくなかった節がある。その交渉に関するシドニーや顧問弁護士らとの電報の中で、『教授』は「ファースト・ナショナルが欲する二巻もの」としてその名が出てくる。最終的にはファースト・ナショナルが『偽牧師』を配給してチャップリンとの契約を終了することで話が決まったが、『教授』の扱いについては未定であった。その後、1922年12月15日付のシドニー宛ての電報でチャップリンは「『教授』は何があっても劇場にはかけないこと」と伝えている。電報の後、『教授』がどう扱われたかについても不明であるが、いずれにせよ、『教授』は安宿のシークエンスのフィルムだけが現存する「謎の作品」となった。
電報から60年近くたったころ、映画研究家のケヴィン・ブラウンロウとデイヴィッド・ギルがチャップリン家のアーカイヴから『教授』と書かれたフィルム缶を発見し、安宿のシークエンスのフィルムの存在を確認した。フィルムは1983年にイギリスのテムズ・テレビジョンが製作したドキュメンタリー番組『Unknown Chaplin』において、初めて公開された（外部リンク”Unknown Chaplin: 3 -- Hidden Treasure”参照）。『教授』の中で披露されたノミのサーカスはこれに先立ち、『ライムライト』（1952年）でチャップリン演じるカルヴェロが披露した。
なお、『教授』はあくまで「未発表作品」あるいは「未公開作品」であって、「未完成作品」ではないが、なぜ安宿のシークエンスのフィルムだけが今に残っているのかについては不明である。フィルムそのものはおそらく、いわゆる「チャップリンのNGフィルム」を所蔵していたフィルム・コレクターのレイモンド・ロウハウアーが所有していたとも考えられ、『教授』のフィルムは現在は英国映画協会のチャップリン・アーカイヴに保管されている。

## 現存部分のキャスト
- 「教授」ことボスコ氏 - チャールズ・チャップリン
- 安宿の宿泊客 - アルバート・オースチン
- 安宿の、太ったユダヤ人の宿泊客[20] - ヘンリー・バーグマン
- 安宿の主 - ロイヤル・アンダーウッド[注 4]
- 安宿の宿泊客 - トム・ウィルソン、トム・ウッド[注 5]